# О-Хем
О-Хем (Ойна) — річка у Республіці Тива, Росія, впадає у річку Бій-Хем за 350 км від її гирла, належить до басейну Єнісею. Довжина водотоку 82 км, площа басейну 1370 км².